# Richard Dallest
Pour les articles homonymes, voir Dallest.
Richard Dallest est un pilote automobile français né le 15 février 1951.

## Biographie
Richard Dallest participe sur Lola Danielson au Championnat d'Europe de Formule Renault avec de grands noms René Arnoux, Jean Ragnotti, Didier Pironi, Alain Prost, Serge Saulnier, Pierre Yver, Robert Simac, Lucien Guitteny, Jean-Louis Schlesser, et de nombreux autres pilotes qui se révèleront. Richard Dallest termine 5e meilleure place du classement en 1976 remporté par Didier Pironi. En 1978, Richard Dallest, passe en F2, toujours chez AGS mais il partage la voiture avec José Dolhem qui avait amené un sponsor, les lunettes Solamor. En 1986, Richard Dallest participe à quatre ou cinq courses de F3000 sur une AGS. En 1987, Richard Dallest fait deux courses de F3, avec une Ralt VW de l’écurie KTR. C’est l’année Jean Alesi qui sera champion,,.

## Palmarès
- Volant Elf 1974
- Vainqueur en 1980 des Grand Prix de Pau et Zandvoort de F2 (sur AGS).
- pole position au Nurbürgring[5].